# Großer Preis von Frankreich 1973
Der Große Preis von Frankreich 1973 (offiziell LIX Grand Prix de France) fand am 1. Juli auf dem Circuit Paul Ricard in Le Castellet statt und war das achte Rennen der Automobil-Weltmeisterschaft 1973.

## Berichte

### Hintergrund
Nachdem die Teams wenige Wochen zuvor die weite Strecke von Monaco nach Schweden zurückgelegt hatten, erfolgte nach dem dortigen Grand Prix die nahezu ebenso lange Rückreise nach Südfrankreich. Es blieb dadurch nur wenig Zeit für technische Weiterentwicklungen an den Fahrzeugen.
Ferrari trat wieder mit zwei Wagen an, sodass Arturo Merzario ins Fahrerfeld zurückkehrte. Mit Andrea de Adamich im dritten Brabham war auch ein zweiter Italiener wieder am Start.
Mike Beuttler, der sich bei einem Formel-2-Rennen Verletzungen zugezogen hatte, wurde im privat eingesetzten March des Clarke-Mordaunt-Guthrie-Teams durch Reine Wisell vertreten, der bereits als Gaststarter in einem privaten March am Großen Preis von Schweden teilgenommen hatte, dort allerdings nicht startete. Das Team Hesketh Racing brachte erneut ebenfalls einen Kunden-March an den Start, der, wie bereits bei der Premiere beim Großen Preis von Monaco, von James Hunt pilotiert wurde.
Aufgrund von Verpflichtungen bei einem Rennen in den USA wurde Peter Revson bei McLaren zum wiederholten Mal durch Jody Scheckter ersetzt.
Das neue Team Ensign debütierte an diesem Wochenende mit dem Formel-1-Neuling Rikky von Opel als Fahrer.
Ursprünglich waren noch zwei weitere Meldungen geplant gewesen. John Watson wollte sein Grand-Prix-Debüt in einem vierten Werks-Brabham bestreiten. Der Einsatz sollte von de Adamichs Hauptsponsor finanziert werden. Aufgrund eines Beinbruchs konnte Watson jedoch nicht antreten. Zudem erschien das Team Tecno aufgrund von Differenzen mit dem Sponsor Martini nicht zum Rennwochenende.
Frank Williams gab Henri Pescarolo die Gelegenheit, seinen Heim-Grand-Prix im zweiten Iso-Ford neben Howden Ganley zu bestreiten.

### Training
Die Pole-Position wurde von Jackie Stewart errungen. Daneben qualifizierten sich der erneut beeindruckende Jody Scheckter und Emerson Fittipaldi für die erste Startreihe. Die zweite Reihe wurde durch François Cevert und Ronnie Peterson eingenommen.

### Rennen
Scheckter ging aus der ersten Reihe in Führung vor Peterson, dem ein guter Start aus der zweiten Reihe gelungen war. Es folgten Jackie Stewart, Denis Hulme und Emerson Fittipaldi. Diese fünf Kontrahenten blieben bis zur 16. Runde gemeinsam an der Spitze. Dann fiel Hulme wegen eines Reifenproblems zurück und musste einen Boxenstopp einlegen. Wenige Runden später musste Stewart wegen eines ähnlichen Problems ebenfalls stoppen.
Da der nun Zweitplatzierte Peterson nicht mit dem Führenden Scheckter mithalten konnte, winkte er seinen in der Weltmeisterschaft führenden Teamkollegen Fittipaldi durch, damit dieser versuchen konnte, um die Spitze zu kämpfen. Als Scheckter in Runde 42 während der Überrundung von Jean-Pierre Beltoise kurz in Schwierigkeiten geriet, sah Fittipaldi eine Chance, an ihm vorbeizuziehen. Da sich Scheckter jedoch verteidigte, kollidierten die beiden Duellanten. Fittipaldi konnte daraufhin nicht weiterfahren, sein Kontrahent schied zwei Runden später wegen eines Folgeschadens ebenfalls aus. Peterson kam somit zu seinem ersten Grand-Prix-Sieg.
Hunt erzielte nach einer erneut starken Leistung seinen ersten WM-Punkt.
Stewart erreichte den vierten Rang und übernahm damit die Führung in der Fahrer-Weltmeisterschaft. Im Gegenzug gelangte Lotus durch Petersons Sieg in der Konstrukteurs-Weltmeisterschaft an Tyrrell vorbei auf den ersten Platz.

## Meldeliste
| Team                           | Nr. | Fahrer               | Chassis          | Motor                    | Reifen |
| ------------------------------ | --- | -------------------- | ---------------- | ------------------------ | ------ |
| John Player Team Lotus         | 01  | Emerson Fittipaldi   | Lotus 72E        | Ford Cosworth DFV 3.0 V8 | G      |
| John Player Team Lotus         | 02  | Ronnie Peterson      | Lotus 72E        | Ford Cosworth DFV 3.0 V8 | G      |
| Scuderia Ferrari SpA SEFAC     | 03  | Jacky Ickx           | Ferrari 312B3    | Ferrari 001/11 3.0 F12   | G      |
| Scuderia Ferrari SpA SEFAC     | 04  | Arturo Merzario      | Ferrari 312B3    | Ferrari 001/11 3.0 F12   | G      |
| Elf Team Tyrrell               | 05  | Jackie Stewart       | Tyrrell 006      | Ford Cosworth DFV 3.0 V8 | G      |
| Elf Team Tyrrell               | 06  | François Cevert      | Tyrrell 006      | Ford Cosworth DFV 3.0 V8 | G      |
| Yardley Team McLaren           | 07  | Denis Hulme          | McLaren M23      | Ford Cosworth DFV 3.0 V8 | G      |
| Yardley Team McLaren           | 08  | Jody Scheckter       | McLaren M23      | Ford Cosworth DFV 3.0 V8 | G      |
| Ceramica Pagnossin Team        | 09  | Andrea de Adamich    | Brabham BT37     | Ford Cosworth DFV 3.0 V8 | G      |
| Motor Racing Developments      | 10  | Carlos Reutemann     | Brabham BT42     | Ford Cosworth DFV 3.0 V8 | G      |
| Motor Racing Developments      | 11  | Wilson Fittipaldi    | Brabham BT42     | Ford Cosworth DFV 3.0 V8 | G      |
| Embassy Racing                 | 12  | Graham Hill          | Shadow DN1       | Ford Cosworth DFV 3.0 V8 | G      |
| STP March Racing Team          | 14  | Jean-Pierre Jarier   | March 731        | Ford Cosworth DFV 3.0 V8 | G      |
| Clarke-Mordaunt-Guthrie Racing | 15  | Reine Wisell         | March 731        | Ford Cosworth DFV 3.0 V8 | G      |
| UOP Shadow Racing Team         | 16  | George Follmer       | Shadow DN1       | Ford Cosworth DFV 3.0 V8 | G      |
| UOP Shadow Racing Team         | 17  | Jackie Oliver        | Shadow DN1       | Ford Cosworth DFV 3.0 V8 | G      |
| Marlboro B.R.M.                | 19  | Clay Regazzoni       | BRM P160E        | BRM P142 3.0 V12         | F      |
| Marlboro B.R.M.                | 20  | Jean-Pierre Beltoise | BRM P160E        | BRM P142 3.0 V12         | F      |
| Marlboro B.R.M.                | 21  | Niki Lauda           | BRM P160E        | BRM P142 3.0 V12         | F      |
| Brooke Bond Oxo Team Surtees   | 23  | Mike Hailwood        | Surtees TS14A    | Ford Cosworth DFV 3.0 V8 | F      |
| Brooke Bond Oxo Team Surtees   | 24  | Carlos Pace          | Surtees TS14A    | Ford Cosworth DFV 3.0 V8 | F      |
| Frank Williams Racing Cars     | 25  | Howden Ganley        | Iso-Marlboro IR2 | Ford Cosworth DFV 3.0 V8 | F      |
| Frank Williams Racing Cars     | 26  | Henri Pescarolo      | Iso-Marlboro IR1 | Ford Cosworth DFV 3.0 V8 | F      |
| Hesketh Racing                 | 27  | James Hunt           | March 731        | Ford Cosworth DFV 3.0 V8 | F      |
| Team Ensign                    | 29  | Rikky von Opel       | Ensign N173      | Ford Cosworth DFV 3.0 V8 | F      |

## Klassifikationen

### Startaufstellung
| Pos. | Fahrer               | Konstrukteur | Zeit    | Ø-Geschwindigkeit | Start |
| ---- | -------------------- | ------------ | ------- | ----------------- | ----- |
| 01   | Jackie Stewart       | Tyrrell-Ford | 1:48,37 | 193,005 km/h      | 01    |
| 02   | Jody Scheckter       | McLaren-Ford | 1:49,18 | 191,574 km/h      | 02    |
| 03   | Emerson Fittipaldi   | Lotus-Ford   | 1:49,36 | 191,258 km/h      | 03    |
| 04   | François Cevert      | Tyrrell-Ford | 1:49,39 | 191,206 km/h      | 04    |
| 05   | Ronnie Peterson      | Lotus-Ford   | 1:49,45 | 191,101 km/h      | 05    |
| 06   | Denis Hulme          | McLaren-Ford | 1:49,68 | 190,700 km/h      | 06    |
| 07   | Jean-Pierre Jarier   | March-Ford   | 1:50,69 | 188,960 km/h      | 07    |
| 08   | Carlos Reutemann     | Brabham-Ford | 1:50,75 | 188,858 km/h      | 08    |
| 09   | Clay Regazzoni       | B.R.M.       | 1:50,99 | 188,449 km/h      | 09    |
| 10   | Arturo Merzario      | Ferrari      | 1:51,17 | 188,144 km/h      | 10    |
| 11   | Mike Hailwood        | Surtees-Ford | 1:51,17 | 188,144 km/h      | 11    |
| 12   | Jacky Ickx           | Ferrari      | 1:51,44 | 187,688 km/h      | 12    |
| 13   | Andrea de Adamich    | Brabham-Ford | 1:51,53 | 187,537 km/h      | 13    |
| 14   | James Hunt           | March-Ford   | 1:51,63 | 187,369 km/h      | 14    |
| 15   | Jean-Pierre Beltoise | B.R.M.       | 1:51,67 | 187,302 km/h      | 15    |
| 16   | Graham Hill          | Shadow-Ford  | 1:51,70 | 187,252 km/h      | 16    |
| 17   | Niki Lauda           | B.R.M.       | 1:51,78 | 187,118 km/h      | 17    |
| 18   | Carlos Pace          | Surtees-Ford | 1:51,88 | 186,950 km/h      | 18    |
| 19   | Wilson Fittipaldi    | Brabham-Ford | 1:52,07 | 186,633 km/h      | 19    |
| 20   | George Follmer       | Shadow-Ford  | 1:52,30 | 186,251 km/h      | 20    |
| 21   | Jackie Oliver        | Shadow-Ford  | 1:52,94 | 185,196 km/h      | 21    |
| 22   | Reine Wisell         | March-Ford   | 1:53,20 | 184,770 km/h      | 22    |
| 23   | Henri Pescarolo      | Iso-Ford     | 1:53,56 | 184,185 km/h      | 23    |
| 24   | Howden Ganley        | Iso-Ford     | 1:53,87 | 183,683 km/h      | 24    |
| 25   | Rikky von Opel       | Ensign-Ford  | 1:55,55 | 181,013 km/h      | 25    |

### Rennen
| Pos. | Fahrer               | Konstrukteur | Runden | Stopps | Zeit       | Start | Schnellste Runde |
| ---- | -------------------- | ------------ | ------ | ------ | ---------- | ----- | ---------------- |
| 01   | Ronnie Peterson      | Lotus-Ford   | 54     | 0      | 1:41:36,52 | 05    | 1:51,65          |
| 02   | François Cevert      | Tyrrell-Ford | 54     | 0      | + 40,92    | 04    | 1:52,06          |
| 03   | Carlos Reutemann     | Brabham-Ford | 54     | 0      | + 46,48    | 08    | 1:52,15          |
| 04   | Jackie Stewart       | Tyrrell-Ford | 54     | 1      | + 46,93    | 01    | 1:51,00          |
| 05   | Jacky Ickx           | Ferrari      | 54     | 0      | + 48,90    | 12    | 1:52,85          |
| 06   | James Hunt           | March-Ford   | 54     | 0      | + 1:22,54  | 14    | 1:53,42          |
| 07   | Arturo Merzario      | Ferrari      | 54     | 0      | + 1:29,19  | 10    | 1:53,33          |
| 08   | Denis Hulme          | McLaren-Ford | 54     | 1      | + 1:29,53  | 06    | 1:50,99 (52.)    |
| 09   | Niki Lauda           | B.R.M.       | 54     | 0      | + 1:45,76  | 17    | 1:53,18          |
| 10   | Graham Hill          | Shadow-Ford  | 53     | 0      | + 1 Runde  | 16    | 1:54,27          |
| 11   | Jean-Pierre Beltoise | B.R.M.       | 53     | 0      | + 1 Runde  | 15    | 1:54,36          |
| 12   | Clay Regazzoni       | B.R.M.       | 53     | 0      | + 1 Runde  | 09    | 1:54,58          |
| 13   | Carlos Pace          | Surtees-Ford | 51     | 0      | + 3 Runden | 18    | 1:54,39          |
| 14   | Howden Ganley        | Iso-Ford     | 51     | 0      | + 3 Runden | 24    | 1:54,20          |
| 15   | Rikky von Opel       | Ensign-Ford  | 51     | 0      | + 3 Runden | 25    | 1:58,00          |
| 16   | Wilson Fittipaldi    | Brabham-Ford | 50     | 0      | DNF        | 19    | 1:53,24          |
| –    | Jody Scheckter       | McLaren-Ford | 43     | 0      | DNF        | 02    | 1:52,03          |
| –    | Emerson Fittipaldi   | Lotus-Ford   | 41     | 0      | DNF        | 03    | 1:51,58          |
| –    | Mike Hailwood        | Surtees-Ford | 29     | 0      | DNF        | 11    | 1:54,62          |
| –    | Andrea de Adamich    | Brabham-Ford | 28     | 0      | DNF        | 13    | 1:54,20          |
| –    | Reine Wisell         | March-Ford   | 20     | 1      | DNF        | 22    | 1:54,39          |
| –    | George Follmer       | Shadow-Ford  | 16     | 0      | DNF        | 20    | 1:53,71          |
| –    | Henri Pescarolo      | Iso-Ford     | 16     | 0      | DNF        | 23    | 1:54,97          |
| –    | Jean-Pierre Jarier   | March-Ford   | 7      | 0      | DNF        | 07    | 1:52,87          |
| –    | Jackie Oliver        | Shadow-Ford  | 0      | 0      | DNF        | 21    | –                |

## WM-Stände nach dem Rennen
Die ersten sechs des Rennens bekamen 9, 6, 4, 3, 2 bzw. 1 Punkt(e). In der Konstrukteurswertung zählten nur die Punkte des bestplatzierten Fahrers eines Teams. Es zählten nur die besten sieben Ergebnisse aus den ersten acht Rennen und die besten sechs aus den letzten sieben Rennen. Streichresultate sind in Klammern gesetzt.

### Fahrerwertung
| Pos. | Fahrer               | Konstrukteur                | Punkte |
| ---- | -------------------- | --------------------------- | ------ |
| 01   | Jackie Stewart       | Tyrrell-Ford                | 42     |
| 02   | Emerson Fittipaldi   | Lotus-Ford                  | 41     |
| 03   | François Cevert      | Tyrrell-Ford                | 31     |
| 04   | Ronnie Peterson      | Lotus-Ford                  | 19     |
| 05   | Denis Hulme          | McLaren-Ford                | 19     |
| 06   | Peter Revson         | McLaren-Ford                | 11     |
| 07   | Carlos Reutemann     | Brabham-Ford                | 7      |
| 08   | Jacky Ickx           | Ferrari                     | 7      |
| 09   | Arturo Merzario      | Ferrari                     | 6      |
| 10   | George Follmer       | Shadow-Ford                 | 5      |
| 11   | Andrea de Adamich    | Surtees-Ford / Brabham-Ford | 3      |
| 12   | Jean-Pierre Beltoise | B.R.M.                      | 2      |
| 13   | Niki Lauda           | B.R.M.                      | 2      |
| 14   | Wilson Fittipaldi    | Brabham-Ford                | 1      |
| 15   | Clay Regazzoni       | B.R.M.                      | 1      |
| 16   | Chris Amon           | Tecno                       | 1      |
| 17   | James Hunt           | March-Ford                  | 1      |

| Pos. | Fahrer             | Konstrukteur | Punkte |
| ---- | ------------------ | ------------ | ------ |
| 18   | Mike Beuttler      | March-Ford   | 0      |
| 19   | Howden Ganley      | Iso-Ford     | 0      |
| 20   | Henri Pescarolo    | March-Ford   | 0      |
| 21   | Carlos Pace        | Surtees-Ford | 0      |
| 22   | Mike Hailwood      | Surtees-Ford | 0      |
| 23   | Nanni Galli        | Iso-Ford     | 0      |
| 24   | Jody Scheckter     | McLaren-Ford | 0      |
| 25   | Graham Hill        | Shadow-Ford  | 0      |
| 26   | Jackie Oliver      | Shadow-Ford  | 0      |
| 27   | Luiz Bueno         | Surtees-Ford | 0      |
| 28   | Rikky von Opel     | Ensign-Ford  | 0      |
| –    | Jean-Pierre Jarier | March-Ford   | 0      |
| –    | Eddie Keizan       | Tyrrell-Ford | 0      |
| –    | Jackie Pretorius   | Iso-Ford     | 0      |
| –    | Dave Charlton      | Lotus-Ford   | 0      |
| –    | David Purley       | March-Ford   | 0      |
| –    | Reine Wisell       | March-Ford   | 0      |

### Konstrukteurswertung
| Pos. | Konstrukteur | Punkte  |
| ---- | ------------ | ------- |
| 01   | Lotus-Ford   | 52 (56) |
| 02   | Tyrrell-Ford | 51 (55) |
| 03   | McLaren-Ford | 26      |
| 04   | Ferrari      | 12      |
| 05   | Brabham-Ford | 11      |
| 06   | Shadow-Ford  | 5       |

| Pos. | Konstrukteur | Punkte |
| ---- | ------------ | ------ |
| 07   | B.R.M.       | 5      |
| 08   | Tecno        | 1      |
| 09   | March-Ford   | 1      |
| 10   | Iso-Ford     | 0      |
| 11   | Surtees-Ford | 0      |
| 12   | Ensign-Ford  | 0      |